# 中田薫 (法学者)
中田 薫（なかだ かおる、1877年3月1日 - 1967年11月21日）は、日本の法制史家。山梨県甲府市出身。専門は日本法制史。東京大学名誉教授。法学博士。貴族院議員。

## 経歴
第二高等学校をへて、1900年に東京帝国大学法科大学政治学科卒業。その後、同大学院に入学し、1902年から東京帝国大学法科大学助教授。1908年から1911年まで文部省外国留学生として、ヨーロッパに留学。1911年に教授となり、1937年に退官。
1910年、法学博士の学位を授与される。1925年、帝国学士院会員。1946年に文化勲章、1951年に文化功労者。
1946年3月22日、貴族院勅選議員に任じられ、無所属倶楽部に属し1947年5月2日の貴族院廃止まで在任した。墓所は青山霊園(1ロ18)。

## 業績
- それまでの有職故実の流れを汲む法制研究に、外国との比較をする新しい方法を取り入れる。
- 『徳川時代の文学に見えたる私法』は広く読まれている。
- 門下に東大中世法制史学科の礎となる石井良助、唐令研究で名高い仁井田陞がいる。
- 古代史・中世史研究家の石母田正にも大きな影響を与えた[14]。

## 家族・親族
- 叔父：宮内官僚の上野季三郎は叔父[15][16]。
- 父親 : 東宮主事などを務めた中田直慈。
- 妻 : 実業家竹内綱の六女榮。
  - 義兄：内閣総理大臣を務めた吉田茂（妻・榮の兄）[17]

## 著書

### 単著
- 『日本私法法制史 大正12年度東大講義』文信社、1923年。
- 『徳川時代の文学と私法』半狂堂、1923年。
- 『徳川時代ノ文学ニ見エタル私法』明治堂書店、1925年。
  - 『徳川時代の文学に見えたる私法 改組版』創文社、1956年。
  - 『徳川時代の文学に見えたる私法』（注・解説 石井良助）岩波書店〈岩波文庫〉、1984年。
- 『法制史論集 第一卷 相続法、親族法』岩波書店、1926年。
- 『法制史論集 第二卷 物権法』岩波書店、1938年。
- 『法制史論集 第三卷 債権法及雑著』岩波書店、1943年。
- 『法制史論集 第四卷 補遺』岩波書店、1964年。
- 『西洋法制史 : 独逸 昭和三年度東大講義』文信社、1928年。
- 『日本公法法制史』啓明社、1932年。
- 『獨逸法制史 : 東京帝國大學講義』（中田薫 述）啓明社、1933年。
- 『日本私法法制史 昭和12年度東大講義 第1分冊』東京プリント刊行会、1936年。
- 『日本私法法制史 昭和12年度東大講義 第2分冊』東京プリント刊行会、1936年。
- 『日本私法法制史 昭和12年度東大講義 第3分冊』東京プリント刊行会、1936年。
- 『日本私法々制史 第1分冊』文精社、1936年。
- 『仏蘭西法制史 第1分冊』文精社、1936年。
- 『西洋法制史 : フランス法制史』帝大プリント聯盟、1937年。
- 『庄園の研究 (法制史叢書 第1冊)』彰考書院、1948年。
- 『村及び入会の研究』岩波書店、1949年。
- 『古代日韓交渉史断片考』中田薫、1956年。
  - 『古代日韓交渉史断片考 新版』創文社、1956年。
- 『南留別志 続』中田薫、1958年。
- 『日本法制史講義』（中田薫 講述、石井良助 校訂）創文社、1983年。
  - 『日本法制史講義　公法篇』講談社学術文庫 2024（編・解説北康宏）

### 編著・編
- 『宮崎教授在職廿五年記念論文集』（中田 薫 編著）有斐閣書房、1914年。
- 『宮崎先生法制史論集』（宮崎道三郎 著、中田 薫 編）岩波書店、1929年。

### 記念論集
- 『中田先生還暦祝賀法制史論集』岩波書店、1937年。

## 伝記
- 北康宏『中田薫』吉川弘文館〈人物叢書〉、2023年。 　ISBN　9784642053129